# Perda de heterozigose
Perda de heterozigose, em uma célula, é a perda da função normal do alelo de um gene, no qual o outro alelo já era inativo. Este termo é usado, principalmente, no contexto da oncogênese; após ocorrer uma mutação que provoque a inativação de um alelo de um gene supressor de tumor de uma célula germinativa paterna, ela é passada para o zigoto, resultando em uma prole com heterozigose para aquele alelo. Em oncologia, a perda de heterozigose ocorre quando o alelo funcional remanescente de uma célula somática de um indivíduo dessa prole se inativa por uma mutação. Isso pode causar que um supressor de tumor normal não seja mais produzido, o que pode resultar no surgimento de um tumor.